# Диаб, Хасан (террорист)
Хасан Н. Диаб (араб. حسن دياب‎, род. 20 ноября 1953 г.) — палестинец, гражданин Ливана, с 1993 года гражданин Канады, социолог, член одного из подразделений НФОП, заочно осуждённый 21 апреля 2023 года французским судом за взрыв синагоги в Париже в 1980 году. В момент вынесения приговора находился в Канаде, на свободе. На 27 июля 2023 год не был экстрадирован. Своей вины не признал.

## Биография и образование
Мусульманин-шиит, родившийся в Ливане, Диаб получил степень бакалавра в Американском университете Бейрута в 1982 году. Он эмигрировал в США в 1987 году, получив степень магистра и доктора социологии в Сиракузском университете (Нью-Йорк) в 1992 и 1995 годах соответственно. Он также занимал преподавательские должности в Ливане и ОАЭ. Он переехал в Оттаву в 2006 году, чтобы работать профессором социологии по контракту в Оттавском университете и Карлтонском университете, и получил канадское гражданство в том же году. 

## Расследование и суд
На основании новых улик в 1999 году впервые был назван подозреваемым в теракте у синагоги в Париже, в результате которого погибло 4 человека и около 40 получили ранения. В 2008 году Франция потребовала его экстрадиции из Канады в связи с причастностью к взрыву, и он был задержан. После продолжительных судебных слушаний, 6 июня 2011 года канадский суд принял решение об экстрадиции Диаба.
4 апреля 2012 года министр юстиции Канады Роб Николсон приказал экстрадировать Диаба во Францию. Апелляция Диаба в Апелляционный суд Онтарио была отклонена, а Верховный суд Канады отказался рассматривать дело. 14 ноября 2014 года Хасана экстрадировали из Канады во Францию, где он был заключён в тюрьму на время расследования. В 2018 г. двое французских судей объявили дело закрытым из-за недостатка доказательств, позволив Диабу вернуться в Канаду, где тот потребовал от государства компенсации в размере 90 миллионов долларов за свою экстрадицию. Канадский премьер-министр Джастин Трюдо выразил ему поддержку, заявив, что «происшедшего с ним никогда не должно было происходить».

## Повторный суд и приговор
Против освобождения Диаба выступил Представительный совет еврейских учреждений Франции; прокуратура обжаловала решение суда, но этот процесс затянулся, так как прокуроры искали новые улики против Диаба. Лишь 27 января 2021 года апелляционный суд Франции приказал Диабу вновь предстать перед судом. Адвокаты подозреваемого пытались обжаловать и это решение, но 19 мая 2021 года высший апелляционный суд Франции оставил в силе решение прокуратуры о возобновлении судебного процесса над Диабом, который, однако, отказался вернуться во Францию для повторного суда.
21 апреля 2023 года Диаб был заочно признан французским судом виновным в терроризме и приговорён к пожизненному заключению. Это вызвало протест в пропалестинских СМИ.

## Дальнейшие события
В 2024 году стало известно, что Карлтонский университет пригласил Диаба для преподавания курса о «социальной справедливости», что вызвало протест со стороны еврейских организаций. Университет не ответил на просьбу газеты «The Algemeiner» о комментарии к этой истории.